# أنا بنت مين (فلم)
أنا بنت مين (بالعربية:أنا ابنة من؟) هو فيلم مصري تم إنتاجه عام 1952، إخراج حسن الإمام و بطولة ليلى فوزي و فريد شوقي و محسن سرحان و حسين رياض.

## تمثيل
- ليلى فوزي
- فريد شوقي
- محسن سرحان
- حسين رياض
- شريفة ماهر
- فاخر فاخر
- أحمد علام
- وداد حمدي
- سناء جميل

## روابط خارجية
- مقالات تستعمل روابط فنية بلا صلة مع ويكي بيانات